# Liguriska republiken
Liguriska republiken var en kortlivad fransk lydstat bildad av Napoleon den 14 juni 1797. Republiken bestod av den gamla Republiken Genua som täckte den större delen av den liguriska regionen i nordvästra Italien, och Tysk-romerska rikets förläningar som ägdes av Huset Savojen. Den första konstitutionen utfärdades den 22 december 1797 om ett upprättande av en republik.
Republiken var kort ockuperad av österrikiska styrkor år 1800, men Napoleon återvände snart med sin armé. En ny konstitution utfärdades 1801 som mer liknade den som Republiken Genua hade, då en doge var ordförande i senaten.
I juni 1805 annekterades området av det Första franska kejsardömet som departementen Apennins, Gênes och Montenotte. Efter Napoleons nederlag 1814 återställdes republiken kort mellan den 28 april och den 28 juli. Efter Wienkongressen tilldelades republiken till Kungariket Sardinien som annekterade området den 3 januari 1815. Liguriska republiken använde den traditionella genuesiska flaggan med ett rött kors mot en vit bakgrund. 